# Michael Spence
Michael Spence (7 de noviembre de 1943) es un economista y profesor canadiense.
Fue laureado con el Premio del Banco de Suecia en Ciencias Económicas en memoria de Alfred Nobel en el año 2001, junto a George Akerlof y Joseph E. Stiglitz por sus trabajos sobre información asimétrica en los mercados.
Nació en EE. UU., de familia canadiense. Vivió su infancia en este país y obtuvo su licenciatura en 1966 por la Universidad de Princeton y su doctorado, por la Universidad de Harvard, en 1972. Desde 1990 es profesor de la Universidad de Stanford, emérito desde 2000.

## Trabajos y galardones
Fue galardonado con el Premio del Banco de Suecia en Ciencias Económicas en memoria de Alfred Nobel en 2001, junto a George Akerlof y Joseph Stiglitz, por sus trabajos sobre como se extiende la información, y formación de mercados.
Michael Spence es especialmente conocido por su modelo de educación en el mercado de trabajo. Califica el mercado de trabajo como un mercado con escasez de información, información asimétrica.
En su modelo, se estudia cómo los trabajadores pueden utilizar sus niveles de educación como medio para enviar una señal a los empresarios. De esta forma, los trabajadores de alta capacidad, se esfuerzan por obtener titulaciones educativas difícilmente obtenibles, para lanzar precisamente una señal al mercado acerca de su alta capacidad.
Recibió el premio John Kenneth Galbraith por la excelencia académica en 1978, la Medalla John Bates Clark en 1981 y Premio del Banco de Suecia en Ciencias Económicas en memoria de Alfred Nobel en 2001.